# Guerre civile nauruane
La guerre civile nauruane s'est déroulée de 1878 à 1888 entre les forces fidèles au roi sortant Aweida de Nauru et celles qui cherchaient à le destituer en faveur d'un revendicateur rival. La guerre a été précédée par l'introduction d'armes à feu à Nauru. Pendant la majeure partie de la guerre, les loyalistes et les rebelles se sont retrouvés dans une impasse, un côté contrôlant le nord et l'autre contrôlant le sud. En 1888, l'Empire allemand intervint en rétablissant Aweida sur le trône, et en prenant les armes à feu des combattants (au moment où ils eurent fini, les allemands avaient confisqué 791 fusils aux nauruans, soit près d'un fusil pour chaque habitant de l'île). Nauru a perdu plus d'un tiers de sa population pendant la guerre.

## Contexte
Depuis que le capitaine britannique John Fearn a découvert Nauru en 1798, elle avait été évitée autant que possible par les marins, en raison de sa notoriété en tant que station de pirates. Néanmoins, au XIXe siècle, l'immigration d'européens, souvent hors-la-loi, n'a cessé d'augmenter. La vie traditionnelle avait été perturbée par l'introduction des armes à feu et des spiritueux, une forme inconnue de boisson alcoolisée dans l'ancien Nauru, bien que les nauruans aient consommé du toddy (vin de palme) pendant plusieurs milliers d'années.

## Déroulement

### Genèse
Le conflit a commencé lors d'une fête de mariage. Tout en discutant d'un point d'étiquette, qui s'est transformé en une vive dispute, l'un des invités a tiré un coup de pistolet et a tiré sur un jeune chef. La nécessité de venger la mort du jeune chef était perçue comme évidente dans un contexte culturel nauruan. Les anciennes querelles avaient pour origine des incidents similaires, mais cette fois, chaque famille de chaque clan de tribu avait des armes à feu, ce qui exacerbait un conflit potentiel. De plus, les nauruans ont été aiguillonnés par les beachcombers, ont libéré des condamnés et ont renvoyé des baleiniers d'Europe. Plusieurs fusillades mortelles ont conduit la plupart des nauruans à participer à la guerre. Le conflit a vu l'île divisée entre le nord et le sud.

### Rapports de guerre
Un escadron de la Royal Navy britannique a jeté l'ancre au large de Nauru le 21 septembre 1881, et le vaisseau amiral de l'escadron s'est approché de l'île, pour évaluer la situation locale. Un beachcomber local acculturé, William Harris (en), est monté à bord du navire britannique, qui a convoqué le reste de l'escadron par sémaphore ce soir-là, disant qu'une guerre tribale faisait rage, que tous les insulaires étaient ivres, que le véritable roi de l'île, Aweida, souhaitait que des missionnaires viennent sur l'île pour aider à arrêter la guerre.
Six ans plus tard, un capitaine britannique habitant à Auckland nommé Frederick Moss est arrivé dans sa goélette, le Buster, débarquant à Nauru pendant que son navire était rechargé de coprah. Il a rapporté que les habitants de Nauru étaient amicaux et de bonne humeur, même si la plupart des garçons et tous les hommes étaient armés de fusils et de carabines. La guerre continuait, même si à ce moment-là, il semblait que de nombreux insulaires en avaient assez. Au cours de ses conversations avec les indigènes, Moss a noté qu'aucun d'entre eux ne souhaitait continuer à se battre, mais aucun groupe tribal ne faisait confiance aux autres pour déposer les armes s'il le faisait en premier. Ils souhaitaient le désarmement universel de l'île. Moss a reçu un autre rapport de Harris, qui vivait toujours sur l'île. Harris a déclaré que deux membres de sa famille avaient déjà été abattus et qu'il souhaitait qu'une mission chrétienne vienne sur l'île pour rétablir la paix.

### Annexion allemande et fin de la guerre

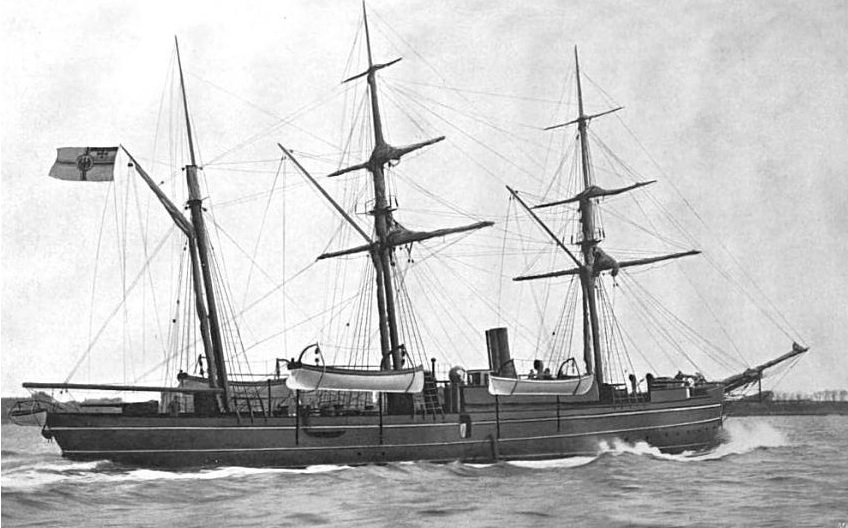
SMS Eber en 1887.

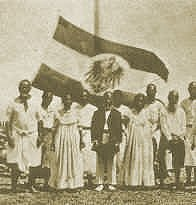
Cérémonie d'annexion à Nauru le 3 octobre 1888.

La guerre n'a aidé ni la production de coprah de l'île ni les intérêts et les titres des marchands allemands, qui avaient établi des plantations de cacao et d'autres établissements agricoles. Parce que la stabilité politique de l'île affectait directement les possessions allemandes, les autorités allemandes recommandèrent à l'Allemagne de prendre en charge l'administration de l'île, ce qu'elles firent. L'Allemagne a annexé l'île le 16 avril 1888, interdisant à la fois l'alcool et les armes à feu. Le 1er octobre de la même année, la canonnière allemande SMS Eber, avec 87 hommes, mouille au large de Nauru. Les marins allemands armés ont rencontré Harris et sont revenus avec les premiers colons européens, ainsi qu'un missionnaire chrétien des îles Gilbert. Le lendemain matin, le 2 octobre, a vu l'arrestation des chefs tribaux restants et la cérémonie d'annexion allemande, avec le hissage du drapeau allemand. Les autorités allemandes ont déclaré qu'à moins que toutes les armes à feu et munitions ne soient remises au gouvernement allemand en un jour, les chefs seraient exécutés. Le lendemain matin, les indigènes de l'île ont rendu 765 armes et plusieurs milliers de cartouches, mettant fin à la guerre tribale la plus sanglante de l'histoire de Nauru.

## Conséquences
L'annexion de Nauru par l'Allemagne a stoppé l'autodestruction de l'île par les armes à feu et l'alcool, bien que les nauruans aient perdu le contrôle de leur île et de leur sort pendant près de 80 ans. Après l'annexion allemande, le roi Aweida a repris le trône. En 1914, l'Allemagne a perdu la possession de l'île lors d'un transfert de pouvoir sans effusion de sang vers l'Australie.